# Elena Errichiello
Pas d'image ? Cliquez ici

a Compétitions nationales et continentales officielles uniquement.

b Matchs officiels uniquement.
Dernière mise à jour le 29 septembre 2024.
Elena Errichiello, née le 1er mars 2003 à Rome (Italie), est une joueuse internationale italienne de rugby à XV. Elle joue en troisième ligne centre à l'Unione Rugby Capitolina, dont elle est capitaine.

## Biographie
Née le 1er mars 2003 à Rome en Italie, Elena Errichiello rejoint l'école de rugby de l'Unione Rugby Capitolina à l'âge de treize ans. Elle fait partie de la génération qui devient majeure juste après la pandémie de Covid-19, qui a vu le Championnat d'Italie annulé deux saisons de suite.[réf. nécessaire]
Dès sa première saison en senior, elle s'impose en troisième ligne dans l'équipe de la Capitolina, qui se hisse jusqu'en demi-finale (élimination par Villorba Rugby).
Durant l'été 2023, elle rejoint la sélection des moins de 20 ans. En octobre suivant, elle est sélectionnée en équipe d'Italie pour jouer la première édition du WXV en Afrique du Sud. Elle y obtient sa première sélection contre les Boks, avec sa coéquipière en club Nicole Mastrangelo.
Elena Errichiello est retenue pour jouer avec la franchise fédérale des Zebre Parma, deux rencontres face aux équipes espagnoles des Iberians en janvier et février 2024. Durant l'été 2024, elle joue la Summer Series des moins de 20 ans où les Italiennes remportent leurs trois rencontres,.
En 2024-2025, Elena Errichiello est rappelée en équipe d'Italie pour la deuxième édition du WXV mais ne participe à aucune rencontre. Durant l'été 2025, elle joue à nouveau la Summer Series, où elle fait partie du contingent des joueuses de moins de 23 ans sélectionnées.